# 帝國書院
帝國書院（日语：／ Teikoku Shoin）是日本的一家以出版地圖和社會科教科書而聞名的出版社。

## 地址
- 〒101-0051
- 東京都千代田区神田神保町3-29

## 公司概要
大正6年（1917年）9月開業，創始人為守屋荒美雄（もりや すさびお）。 
自戰前開始該出版社就在地理教科書和教材用地圖市場上有很高占有率，並針對普通讀者銷售各種和公路地圖視點不同的地圖冊。另外，也銷售地球儀與個人電腦用的電子地圖軟體。
教科書的公司番号為46。